# Richard Thomalla
Richard Thomalla, född 23 oktober 1903 i Annahof, död 12 maj 1945 i Jičín, var en tysk SS-Hauptsturmführer. Han var chef för uppförandet av de nazistiska förintelselägren lägren Bełżec, Sobibór och Treblinka som ingick i förintelseprogrammet Operation Reinhard.

## Biografi
År 1941 fick Thomalla, som till yrket var byggnadsingenjör, i uppdrag att tillsammans med sina medarbetare uppföra de tre lägren inom Nazitysklands förintelseprogram Operation Reinhard: Bełżec, Sobibór och Treblinka, belägna i Generalguvernementet. Uppförandet av de tre lägren planerades och administrerades av Zentralbauleitung der Waffen-SS und Polizei i Lublin. Thomalla var chef för filialen i Zamość, 40 km från Bełżec.
Kort efter andra världskrigets slut greps Thomalla av den sovjetiska säkerhetstjänsten NKVD och avrättades. Han dödförklarades formellt i Ulm år 1957.